# Emo van Bloemhof
Emo van Bloemhof, O.Praem., ook wel genoemd Emo van Huizinge of Emo van Friesland (vermoedelijk Fivelingo, circa 1175 – Wittewierum, 1237) was een premonstratenzer geestelijke en abt van het  norbertijnenklooster Bloemhof in het toenmalige Friesland, de huidige provincie Groningen.

## Leven en werk
Hij studeerde aan drie beroemde universiteiten, die van Parijs, Orléans en Oxford. Hij geldt voor Oxford, waar hij bekend staat als Emo van Friesland, als de eerste buitenlandse student. Hij zou er in 1190 aan zijn studie begonnen zijn. Na terugkeer uit Oxford rond 1200 werd hij enige tijd schoolmeester in Westeremden, waarna hij tot pastoor van Huizinge werd gekozen. In 1208 trad hij in in het Nijenklooster nabij Krewerd. Dit klooster, van zijn neef Emo van Romerswerf, sloot zich in 1209 aan bij de Premonstratenzer orde.
Door een schenking van de kerk van Wierum (Wittewierum) ten noordoosten van de stad Groningen stichtte hij daar klooster Bloemhof. De schenking van de kerk werd teruggedraaid door de bisschop van het bisdom Münster, waarvan de Groninger Ommelanden deel uitmaakten. Om de beslissing van de bisschop bij paus Innocentius III ter discussie te stellen, reisde Emo in 1211-1212 naar Rome.
Het belang van Emo ligt vooral in de kroniek die hij is begonnen over het klooster Bloemhof te Wittewierum ten noordoosten van de stad Groningen. De tekst, voluit Kroniek van het klooster Bloemhof te Wittewierum, is in meerdere handschriften bewaard gebleven en geeft een beeld van de dertiende eeuw door de ogen van tijdgenoten.
Het werk aan de kroniek is na Emo's dood voortgezet door Menko van Bloemhof en een anonieme auteur, vermoedelijk een latere abt van het klooster. Menko schrijft enkele wonderen aan hem toe en noemt zijn begraafplaats als plek waar devotie plaatsvond. Hoewel Menko in de kroniek erg lovend is over Emo, hebben latere monniken nooit pogingen gedaan om hem heilig te laten verklaren.
De kroniek is meermalen uitgegeven. In 1991 verscheen een editie bezorgd door H.P.H. Jansen en A. Janse.